# スダレダイ科
スダレダイ科（Drepaneidae）は、スズキ目またはモロネ目に所属する魚類の分類群の一つ。スダレダイ属のみが含まれ、3種が所属する。

## 概要
スダレダイ科の仲間はインド洋・西部太平洋およびアフリカ西部の温暖な海域に分布し、2あるいは3種の海水魚のみを含む小さなグループである。沿岸の浅い海で生活する底生魚で、小型の無脊椎動物を主に捕食する。
かつての学名は「Drepanidae」であったが、この名前はガの仲間である「Drepanidae」と同一であったため、学名の命名における先取権の原則に基づき、現行の「Drepaneidae」に変更された。

## 形態
スダレダイ科の魚類は左右に平べったく側扁し、体高は高い。全長50cmほどにまで成長し、食用として利用されることもある。口を大きく突き出すことができる。
鎌のような形をした長い胸鰭が特徴で、属名（Drepane = ギリシャ語で鎌あるいは三日月の意）および英名「Sicklefish」の由来にもなっている。背鰭は13-14本の棘条と19-22本の軟条で構成され、臀鰭は3棘17-19軟条。主上顎骨の一部は露出し、椎骨は24個。

## 分類
スダレダイ科はスダレダイ属1属のみを含み、3種から構成される。スダレダイ（D. longimana）とユウダチスダレダイ（D. punctata）の鑑別点は斑紋の有無のみであり、両者は同種である可能性がある。本科をスズキ亜目ではなく、ニザダイ亜目に含める見解もある。
- スダレダイ属 Drepane
  - スダレダイ Drepane longimana
  - ユウダチスダレダイ Drepane punctata
  - Drepane africana